# 皇家波特魯士高爾夫俱樂部
皇家波特魯士高爾夫俱樂部（Royal Portrush Golf Club）是英國北愛爾蘭安特里姆郡的一座私有高爾夫俱樂部。這一俱樂部有36個球洞，包括兩座林克思高爾夫球場，分別是鄧路斯球場（Dunluce Course）和山谷球場（Valley Course）。皇家波特魯士高爾夫俱樂部也是英國高爾夫公開賽的舉辦場地之一。其特色為大風，長草區草特別長，沙坑放在棘手的位置，果嶺有很多暗斜。總的而言是個刁鑽的球場。
當中，鄧路斯林克斯球場被認為是世界上最好的球場之一。1996年11月，它在《高爾夫世界》雜誌評選的「不列顛群島100個最偉大的球場」中排名第四。 《高爾夫雜誌》在2023-2024年世界百佳球場榜單中將其排在第十六位。《高爾夫文摘》在2007年和2024年將其評為美國以外第四佳球場。

## 圖片集

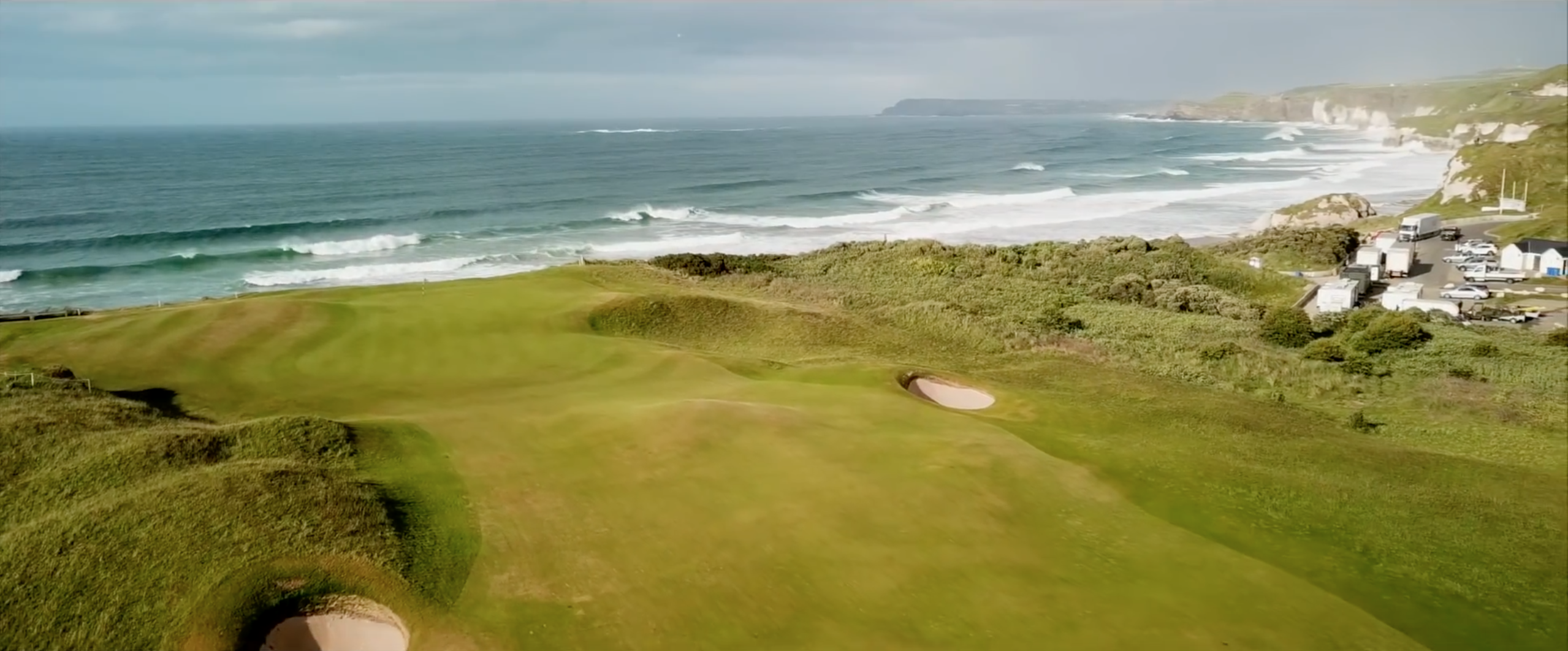
第五洞
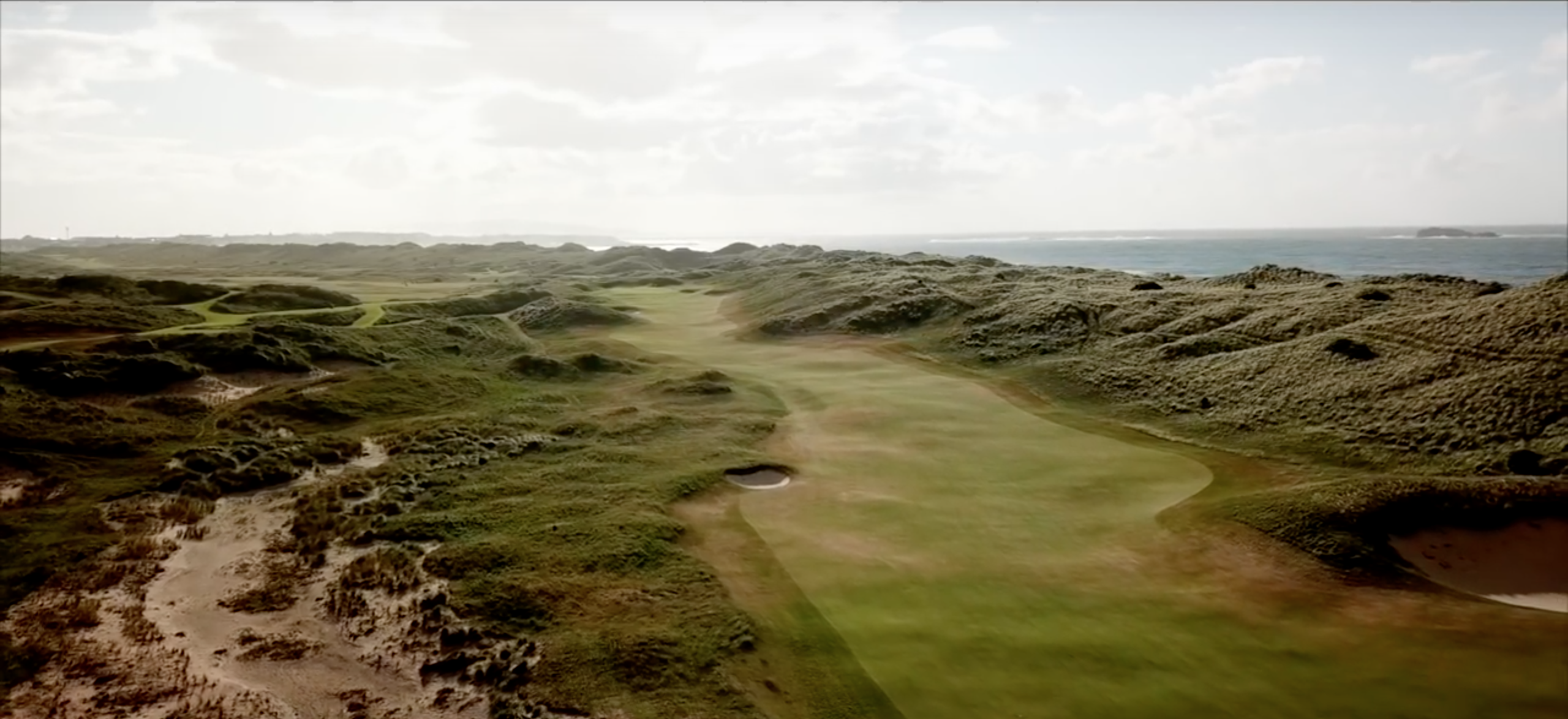
第七洞
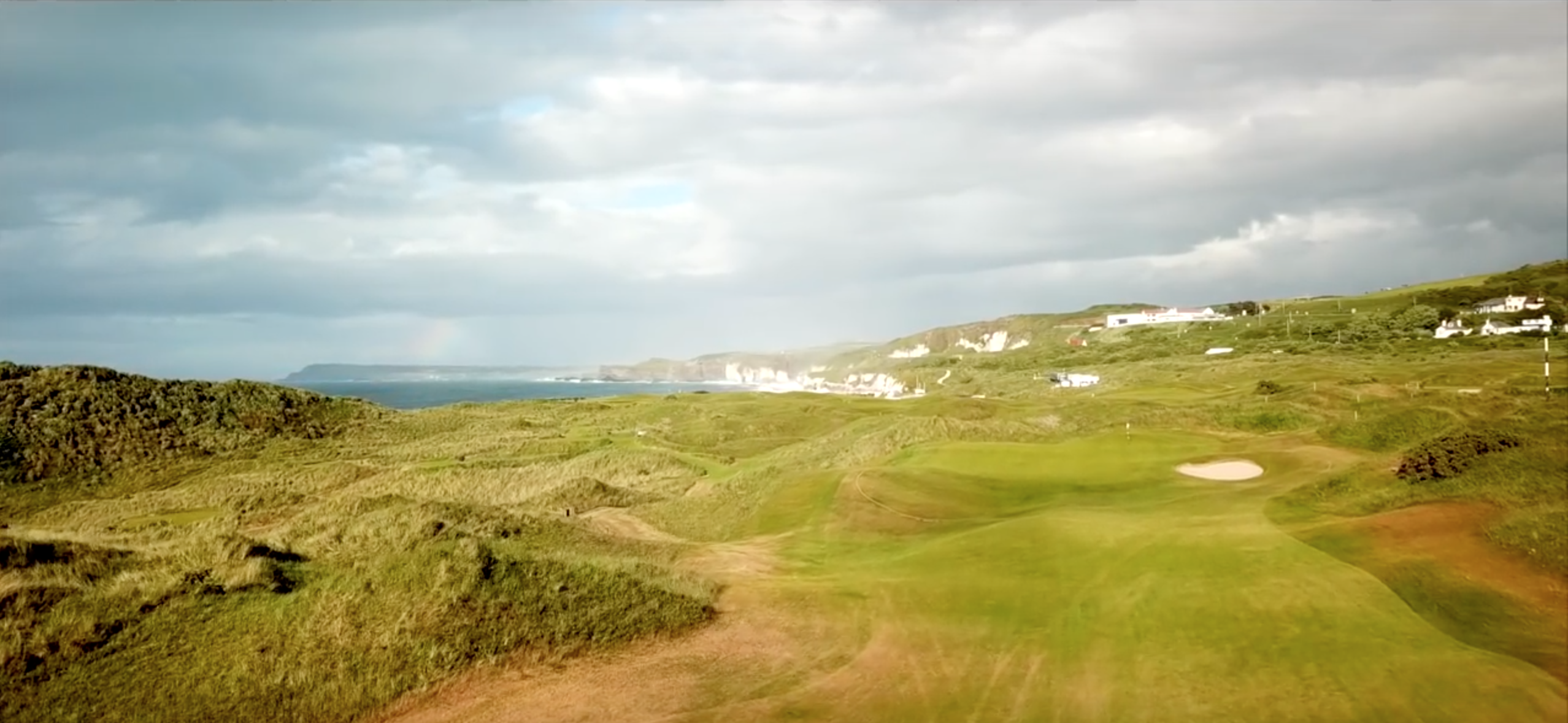
第八洞

## 外部連結
- 官方网站
- Golf Club Atlas Guide （页面存档备份，存于） – Royal Portrush Golf Club (Dunluce Links)